# SocksCap
SocksCap是Permeo公司开发的一个免费的网络协议转换软件。它可以将本地应用程序的各种通讯协议（如TCP和UDP）中途截取并自动转换成SOCKS协议的联接。
Permeo公司已经改名为BlueCoat，并且不再对SocksCap提供任何更新与支持。
SocksCap不支持64位系统。在64位系统下，可以使用SocksCap64、ProxyCap、Super Socks5Cap等软件代替。
Taro Lab已经为此开发了一个64位程序，支持Windows XP、Vista、7和8的32位及64位系统，它被命名为SocksCap64，但SocksCap64已終止開發。